# Anna Kirke
|  | For alternative betydninger af ordet Anna, se Anna. |
Anna Kirke også kendt som Annakirken er en kirke beliggende på Bjelkes Allé 19-21 på Nørrebro i Anna Sogn, Københavns Stift, tegnet af arkitekten P.V. Jensen Klint. Bygningen blev opført over tre etaper, der blev afsluttet i henholdsvis 1914, 1921 og 1928, og har plads til 200 mennesker. Den er opkaldt efter profetinden Anna.

## Kirkebygningen
Annakirken deler visse gotiske stiltræk med to andre kirker i nærheden af Nørrebro, nemlig Grundtvigs Kirke og Bethlehemskirken, der ligeledes havde P.V. Jensen Klint som arkitekt.
Kirken ligger skjult mellem husrækkerne i en gade på Nørrebro. Den er et lille trefløjet klosteranlæg, opført i røde, håndstrøgne sten, og med et rødt tag. Sidefløjene har blændingsprydede kamtakgavle i sengotisk stil. På hver ende af kirkefløjen er anbragt to små tagryttere med kirkens klokker. Selve kirken ligger i hovedfløjen på første sal. Kirkerummet har 275 siddepladser. Et muret pulpitur er båret af ottekantede granitsøjler, mens der står et gyldent alter fra 1935 af Thomas Hansen, som også har skåret prædikestolen. Altermaleriet er en kopi af Klagen over den døde kristus af Quinten Matsijs, udført af C. Budtz-Møller. Døbefonten er en granitkumme, tegnet af Jensen Klint. Fra loftet hænger seks messinglyssekroner.
Orgelet blev bygget af Bruno Christensen & Sønner i 1979. I 1980 blev kirken restaureret og kirkerummet gjort lidt kortere, blandt andet for at gøre plads til en elevator. På samme til installeredes et nyt orgel, med 20 stemmer, fra Bruno Christensen.
I kælderen ligger i dag FDF K9s lokaler.

## Arrangementer
Anna Kirke lægger lokaler til en hel del forskellige aktiviteter arrangeret af både interne og eksterne grupper, herunder FDF K9, og Anonyme Alkoholikere
Kirken er kendt for deres mange rytmiske koncerter, da kirkerummet på første sal er velegnet til rytmisk musik. Foruden de almindelige gudstjenester på søndage, arrangeres særlige gudstjenester med historiefortælling og aktiviteter målrettet børn og deres voksne; de kaldes barn-voksengudstjenester og efterfølges med fællesspisning. Hver onsdag er der desuden babysalmesang, som er sensoriske og kognitive sanglege med bl.a. sæbebobler. Her oplever babyerne såvel klaver- som orgelmusik.
Anna kirke er åben for alle tirsdag-fredag fra kl. 9-11.

## Præster
Annakirkens første to sognepræster var Johannes Waidtløw; sognepræst fra kirkens grundlæggelse frem til 1920, og Mads Grue; sognepræst fra 1920 til 1957.
Kirkens nutidige præster Susanne Voss Pedersen og Jonna Dalsgaard har haft deres stillinger siden henholdsvis 1995 og 1999.

## Eksterne kilder og henvisninger
- Anna Kirke Arkiveret 31. januar 2011 hos  Wayback Machine hos nordenskirker.dk
- Anna Kirke hos KortTilKirken.dk